# Aeroportul Internațional Augusto C. Sandino
Aeroportul Internațional Augusto C. Sandino (IATA: MGA, ICAO: MNMG) este un aeroport din Managua, Departamentul Managua, Nicaragua ce deservește zona Managua. Aeroportul a fost tranzitat în 2017 de 1.627.527 de pasageri. A fost deschis în 1968 și numit după Augusto Nicolás Calderón Sandino⁠(d).
Situat la o altitudine de 59 m, aeroportul dispune de 1 pistă.

## Infrastructură

### Piste
Aeroportul dispune de o singură pistă. Pista 10/28 are suprafața de asfalt și dimensiunile 2.442 m × 45 m. 